# Parantica malindangenesis
Parantica malindangenesis är en fjärilsart som beskrevs av Yamamoto och Takei 1980. Parantica malindangenesis ingår i släktet Parantica och familjen praktfjärilar. Inga underarter finns listade i Catalogue of Life.